# Te Araroa Trail
Te Araroa (The Long Pathway) là tuyến đường đi bộ đường dài tại New Zealand, trải dài khoảng 3.000 kilômét (1.900 mi) dọc theo chiều dài của hai hòn đảo chính từ Cape Reinga đến Bluff. Nó được tạo thành từ hỗn hợp các đường ray và lối đi cũ, đường ray mới và các phần liên kết dọc theo các con đường. Việc đi bộ trên toàn bộ con đường này  thường mất từ ba đến sáu tháng. Nó đang trở nên ngày càng phổ biến.

## Lịch sử
Ý tưởng về một lối đi bộ tầm cỡ quốc gia có từ những năm 1970, khi nó lần đầu tiên được các Câu lạc bộ Núi Liên bang New Zealand ủng hộ và năm 1975, Ủy ban Lối đi New Zealand được thành lập, nhưng sau 15 năm chỉ có ít tiến triển. Năm 1994, nhà báo Geoff Chapple ủng hộ một đường đi bộ dài ở New Zealand và thành lập Te Araroa Trust. Vận động và đàm phán để tạo đường bắt đầu được tiến hành, và đến năm 2006, kế hoạch cho con đường này bắt đầu là một phần của kế hoạch của chính quyền địa phương. Tuyến chính thức 3.000 kilômét (1.900 mi) khai trương vào ngày 3 tháng 12 năm 2011 sau 10 năm làm việc với công sức của hàng trăm tình nguyện viên. Xây dựng phối hợp với Te Aroara Trust đang được thực hiện.